# Carta Socială Europeană

Statele membre ale Cartei din 1961 (verde deschis); statele membre ale Cartei revizuite din 1996 (verde închis); state nemembre ale Consiliului Europei (alb)

Carta Socială Europeană este o convenție al Consiliului Europei, deschis spre semnare la 18 octombrie 1961 și care a intrat în vigoare la 26 februarie 1965, după ce a fost ratificat de Republica Federală Germania. Până în anul 1991, 20 de state ratificaseră tratatul.
Documentul completează Convenția Europeană a Drepturilor Omului, care se ocupă în principal de drepturile civile. Drepturile fundamentale prevăzute în Cartă sunt drepturi sociale:
- la locuință,
- la sănătate,
- la educație,
- la angajare,
- la condiții de muncă,
- reducerea timpului de lucru,
- la grevă,
- contract colectiv de muncă,
- egalitate de remunerare pentru muncă de valoare egală,
- la indemnizație de maternitate,
- protecție juridică și socială,
- la asistență socială,
- la libertate de mișcare,
- la nedescriminare,
- la protecție împotriva sărăciei și excluziunii sociale,
- drepturile lucrătorilor migranți și ale persoanelor cu dizabilități.[2]

Statele prezintă anual un raport în care indică modul în care pun în aplciare Carta în legislație și în practică.

## Versiunea revizuită din 1996
O versiune revizuită a Cartei a fost deschisă pentru semnare la 3 mai 1996, înlocuind treptat textul original din 1961. Carta revizuită actualizează conținutul și extinde drepturile recunoscute, incluzând, printre altele, dreptul la protecție împotriva sărăciei și excluderii sociale și drepturile lucrătorilor migranți. De asemenea, introduce standarde mai ridicate în privința nediscriminării și egalității de șanse.

## Comitetul European al Drepturilor Sociale
Comitetul European al Drepturilor Sociale (CEDS) este responsabil pentru stabilirea conformității legislației și practicilor naționale cu Carta. Acesta este compus din 15 membri independenți și imparțiali aleși de Comitetul de Miniștri al Consiliului Europei pentru un mandat de șase ani, reînnoibil o singură dată.
Anumite organizații au dreptul de a sesiza CEDS cu o plângere (există o listă de ONG-uri cu statut participativ la Consiliul Europei). Plângerea este examinată de acesta din urmă, care, dacă sunt îndeplinite condițiile formale, decide asupra admisibilității acesteia.

## Țările semnatare
Toate statele membre ale Consiliului Europei au semnat cel puțin una dintre versiunile Cartei, iar majoritatea au semnat și Carta revizuită. Până în 2024, 45 de state au semnat Carta revizuită, dintre care 35 au ratificat-o. România a semnat Carta originală în 1994 și a ratificat Carta revizuită în 1999.

### State părți la Carta revizuită
1. Albania
2. Germania
3. Andorra
4. Armenia
5. Austria
6. Azerbaidjan
7. Belgia
8. Bosnia și Herțegovina
9. Bulgaria
10. Cipru
11. Spania
12. Estonia
13. Finlanda
14. Franța
15. Georgia
16. Grecia
17. Ungaria
18. Irlanda
19. Islanda
20. Italia
21. Letonia
22. Lituania
23. Macedonia de Nord
24. Malta
25. Muntenegru
26. Norvegia
27. Țările de Jos
28. Portugalia
29. Republica Moldova
30. Slovacia
31. România
32. Serbia
33. Slovenia
34. Suedia
35. Turcia
36. Ucraina

### State părți doar la Carta din 1961
1. Croația
2. Danemarca
3. Luxemburg
4. Polonia
5. Cehia
6. Regatul Unit

### State părți la Protocolul din 1995 privind sistemul de reclamații colective
1. Belgia
2. Bulgaria
3. Cipru
4. Croația
5. Spania
6. Finlanda
7. Franța
8. Grecia
9. Irlanda
10. Țările de Jos
11. Portugalia
12. Cehia
13. Slovenia
14. Suedia

### State ale Consiliului Europei neaderente
1. Liechtenstein
2. Monaco
3. San Marino
4. Elveția

## Importanța juridică și politică
Deși nu face parte din legislația obligatorie a Uniunii Europene, Carta Socială Europeană influențează standardele sociale europene și este adesea invocată de instituțiile europene, precum și de Curtea Europeană a Drepturilor Omului, în interpretarea drepturilor economice și sociale.
Carta Socială Europeană are o dimensiune juridică supranațională limitată. Deși statele semnatare se angajează să respecte prevederile acesteia, aplicabilitatea sa practică este condiționată de mecanismele de monitorizare și de natura neconstrângătoare a recomandărilor emise. Conform procedurii stabilite în versiunea din 1961, statele membre transmit periodic rapoarte Comitetului European pentru Drepturi Sociale (CEDS), care poate formula recomandări în cazul identificării unor neconformități. Aceste recomandări nu au caracter obligatoriu. Astfel, deși are un rol important în definirea standardelor sociale la nivel european, influența efectivă a Cartei este restrânsă de reticența unor state față de o integrare europeană de tip federal.